# Bāsugaon
Bāsugaon är en ort i Indien.   Den ligger i distriktet Chirang och delstaten Assam, i den östra delen av landet, 1 300 km öster om huvudstaden New Delhi. Bāsugaon ligger 59 meter över havet och antalet invånare är 12 832.
Terrängen runt Bāsugaon är platt åt nordväst, men åt sydost är den kuperad. Runt Bāsugaon är det tätbefolkat, med 383 invånare per kvadratkilometer. Närmaste större samhälle är Bongaigaon, 13,8 km öster om Bāsugaon. Omgivningarna runt Bāsugaon är en mosaik av jordbruksmark och naturlig växtlighet.